# 235403 Alysenregiec
235403 Alysenregiec è un asteroide della fascia principale esterna. Scoperto nel 2003, presenta un'orbita caratterizzata da un semiasse maggiore pari a 2,865764 UA e da un'eccentricità di 0,039336, inclinata di 3,162207° rispetto all'eclittica.
Fa parte della famiglia di asteroidi Karin, a sua volta sottogruppo della famiglia Coronide.
L'asteroide è dedicato a Alysen L. Regiec, una web designer del John's Hopkins Applied Physics Laboratory. È stata l'ideatrice del sito web della missione New Horizons della NASA, che ha comunicato in modo efficace l'esplorazione della fascia di Kuiper tramite la sonda spaziale.